# Bernardo Santareno
Bernardo Santareno, pseudónimo literário de António Martinho do Rosário (Marvila, Santarém, 19 de Novembro de 1920 – Oeiras, 29 de Agosto de 1980) foi um dramaturgo português.

## Biografia
António Martinho do Rosário nasceu a 19 de Novembro de 1920, em Santarém, no Ribatejo, filho de Maria Ventura Lavareda, católica devota, e de Joaquim Martinho do Rosário, republicano, anticlerical e opositor do Estado Novo, oriundos do Espinheiro.
Estudou no Liceu Nacional de Sá da Bandeira até 1939, em Santarém, após o que frequentou os cursos preparatórios para a Faculdade de Medicina da Universidade de Lisboa. Junta-se à Federação das Juventudes Comunistas Portuguesas em 1941, sendo que, a partir desta data, sempre militará no Partido Comunista Português. Em 1945 transferiu-se para a Universidade de Coimbra, onde se licenciou em medicina em 1950. Viria a especializar-se em psiquiatria.
Em 1957 e 1958, a bordo dos navios David Melgueiro, Senhora do Mar e do navio-hospital Gil Eanes, acompanhou as campanhas de pesca do bacalhau como médico. A sua experiência no mar serviria de inspiração a muitas das suas obras, como O Lugre, A Promessa e o volume de narrativas Nos Mares do Fim do Mundo.
Bernardo Santareno foi distinguido por duas vezes com o Prémio Bordalo. Primeiro, foi-lhe atribuído o Óscar da Imprensa 1962, na categoria Teatro, juntamente com os actores Laura Alves e Rogério Paulo e o Teatro Moderno de Lisboa, entregue pela Casa da Imprensa em 1963. No ano seguinte, ser-lhe-ia novamente atribuído na mesma categoria o Prémio Imprensa 1963, agora acompanhado dos actores Eunice Muñoz e Jacinto Ramos, do autor Luís de Sttau Monteiro e da Companhia do Teatro Moderno de Lisboa.
Intelectual de esquerda, teve várias vezes problemas com o regime salazarista, tendo a sua peça A Promessa sido retirada de cena após a estreia por pressão da Igreja Católica. Depois da revolução de 1974 milita activamente no partido MDP/CDE e no Movimento Unitário dos Trabalhadores Intelectuais.
Bernardo Santareno faleceu em Carnaxide, Oeiras, em 1980, com 59 anos de idade, e está sepultado no Cemitério dos Prazeres, em Lisboa.
Em 1981, Bernardo Santareno foi feito Grande Oficial da Ordem Militar de Sant'Iago da Espada em 13 de Julho.

Santareno deixou inédito um dos seus mais vigorosos dramas, O Punho, cuja acção se localiza no quadro revolucionário da Reforma Agrária, em terras alentejanas. A sua obra dramática completa está publicada em quatro volumes. Parte do espólio de Bernardo Santareno encontra-se no Arquivo de Cultura Portuguesa Contemporânea da Biblioteca Nacional de Portugal. O seu livro O Lugre será transformado num filme intitulado Terra Nova, cuja estreia em Portugal está agendada para Março de 2020.

## Obra

### Poesia
Médico de profissão, formado pela Universidade de Coimbra, revelou-se como autor de teatro apenas depois de publicar três livros de poesia (1954 - Morte na Raiz, 1955 - Romances do Mar, 1957 - Os Olhos da Víbora), onde se enunciam alguns temas e motivos dominantes da sua obra dramática.

### Teatro
Reconhecido como o mais pujante dramaturgo português do século XX, a sua obra reparte-se por dois ciclos, menos distanciados um do outro do que a evolução estética e ideológica do autor terá feito supôr, já que as peças compreendidas em qualquer deles respondem à mesma questão essencial: a reivindicação feroz do direito à diferença e do respeito pela liberdade e a dignidade do homem face a todas as formas de opressão, a luta contra todo o tipo de discriminação, política, racial, económica, sexual ou outra.
Esta temática exprime-se, nas peças integrantes do primeiro ciclo (A Promessa, O Bailarino e A Excomungada, publicadas conjuntamente em 1957; O Lugre e O Crime de Aldeia Velha, 1959; António Marinheiro ou o Édipo de Alfama, 1960; Os Anjos e o Sangue, O Duelo e O Pecado de João Agonia, 1961; Anunciação, 1962), através de um naturalismo poético apoiado numa linguagem extremamente plástica e coloquial e estruturado sobre uma acção de ritmo ofegante que atinge, nas cenas finais, um clima de trágico paroxismo.
A partir de 1966, com a "narrativa dramática" O Judeu, que retrata o calvário do dramaturgo setecentista António José da Silva, queimado pelo Santo Ofício, o autor plasma as suas criações no molde do teatro épico de matriz brechteana, adaptando-o ao seu estilo próprio, e assume uma posição de crescente intervencionismo que irá retardar até à queda do regime fascista a representação dessa e das suas peças seguintes: O Inferno, baseada na história dos "amantes diabólicos de Chester" (1967), A Traição do Padre Martinho (1969) e Português, Escritor, 45 Anos de Idade (1974), drama carregado de notações autobiográficas e que seria o primeiro original português a estrear-se depois de restaurada a ordem democrática no país.
Em 1979, depois de uma curta incursão no teatro de revista, colaborando com César de Oliveira, Rogério Bracinha e Ary dos Santos na autoria do texto da peça de Sérgio de Azevedo, P'ra Trás Mija a Burra (1975), publica quatro peças em um acto sob o título genérico Os Marginais e a Revolução (Restos, A Confissão, Monsanto e Vida Breve em Três Fotografias), em que combina elementos das duas fases da sua obra, inserindo a problemática sexual das primeiras peças no âmbito mais vasto de um convulsivo processo social que é a própria substância das segundas.
Santareno, ele próprio um "homossexual discreto" aborda a temática da homossexualidade em muitas das suas peças, de modo melodramático, antevendo a importância que esta questão — e outras relacionadas com os direitos e as liberdades individuais face aos preconceitos morais e sociais da época, como o adultério, a virgindade, o papel da mulher no casamento, a moral religiosa, e outros — viriam a ter num futuro mais ou menos próximo. A homossexualidade desempenha papel central no drama de algumas das suas obras, como em O Pecado de João Agonia. O "pecado" é a angustiada sexualidade diferente de João (que ele parece atribuir a um abuso sexual que sofreu na infância), abominada e punida com a morte, ditada pelo machismo empedernido dos homens da família, ou em Vida Breve em Três Fotografias, em que a perversidade de um arrebenta, chantagista e psicopata, é o ponto focal.
O seu último texto teatral, O Punho, publicado postumamente em 1987, é levado pela primeira vez à cena em 2020 pela companhia Escola de Mulheres por iniciativa de Fernanda Lapa no Clube Estefânia

### Prosa
Publicou em 1959 um volume de narrativas, Nos Mares do Fim do Mundo, fruto da sua experiência como médico da frota bacalhoeira, experiência que dramaticamente transpôs em O Lugre.

## Obras literárias
Poesia
- A Morte na Raiz (1954)
- Romances do Mar (1955)
- Os Olhos da Víbora (1957)

Teatro e prosa
- A Promessa (1957)
- Nos Mares do Fim do Mundo (1957)
- O Bailarino e a Excomungada (1957)
- O Lugre (1959)
- O Crime de Aldeia Velha (1959)
- António Marinheiro ou o Édipo de Alfama (1960)
- Os Anjos e o Sangue (1961)
- O Duelo (1961)
- O Pecado de João Agonia (1961)
- Anunciação (1962)
- O Judeu (1966)
- O Inferno (1967)
- A Traição do Padre Martinho (1969)
- Português, Escritor, 45 Anos de Idade (1974)
- Os Marginais e a Revolução (“Restos”, “A Confissão”, “Monsanto”, “Vida Breve em Três Fotografias”) (1979)
- O Punho (publicado postumamente em 1987)